# Tom Curren
Pour les articles homonymes, voir Curren.
Tom Curren, surfeur professionnel, est né le 3 juillet 1964 à Newport Beach Californie. C'est son père Pat Curren, un des pionniers du surf hawaïen des années 1950-1960 qui lui transmit le goût du surf, la passion des vagues au point d'en faire sa profession.
Tom Curren est considéré comme un des plus grands et des plus prolifiques surfeurs du XXe siècle, développant de nouvelles manœuvres basées sur la gestion de la vitesse et la fluidité des enchaînements. Il a été aussi un des premiers surfeurs à « professionnaliser le surf » en adoptant une hygiène de vie de sportif de haut niveau. Il a également participé activement à l'élaboration de la Surfrider Foundation Europe, association à but non lucratif qui vise à la protection de l'environnement.

## Biographie
Dès 1980, à Hossegor, Tom Curren décroche son premier titre de champion du monde de surf en junior. Les vagues surfées lors de cette compétition mettent en lumière un style très novateur, une gestion de la vitesse incroyable qui permet au jeune Tom de surclasser ses adversaires par des enchaînements de manœuvres radicales et fluides qui offrent aux spectateurs et aux juges un regard novateur sur l'évolution du surfeur dans une vague.
Rapidement sur le circuit américain aux États-Unis, puis sur le circuit ASP (Association de surf professionnelle), Tom Curren grimpe les échelons, domine le surf moderne des années 1980-1990 en obtenant 3 titres de champion du monde professionnel.
Spécialiste des vagues creuses et méchantes, il excelle dans l'art de glisser au cœur de la vague et réalise en compétition des tubes époustouflants, figure la mieux notée en compétition.
Hawaii est son jardin et il est invité chaque année aux plus grandes compétitions dans des vagues allant jusqu'à 10-12 m lors de l'Eddie Aikau à Waïmea Bay.
Son roller backside (virage en haut de vague de dos) est le premier à évoluer vers le roller en croix où il ne reste que 3 cm de planche dans l'eau, ce qui rend la figure très radicale.
Tom Curren, originaire de Santa Barbara, Californie a ainsi popularisé les planches de surf de la marque Channels Islands (3 hexagones au niveau de la pointe) révélant au passage le très grand talent de son shaper (celui qui fabrique les planches), Al Merrick.
Sans cesse à la recherche de nouveaux shapes (formes de planches), il a fortement contribué à l'évolution des planches de type short board (planche courte) vers celles que nous utilisons aujourd'hui.
Retraité de la compétition depuis 1994, il surfe pour le compte d'un de ses sponsors sur toutes les vagues de la planète, les plus belles surtout pour alimenter en photos ou films les surf-shops d'Europe, d'Australie et des États-Unis. Il est revenu pour quelques compétitions entre 1998 et 2002.
En 2010, sa fille Lee-Ann Curren, surfeuse également, a intégré le circuit international.

## Carrière

### Titres
- 1990 : Champion du monde ASP World Tour
- 1986 : Champion du monde ASP World Tour
- 1985 : Champion du monde ASP World Tour
- 1982 : Champion du monde Open ISA à Burleigh Heads, Australie
- 1980 : Champion du monde Junior ISA à Biarritz
- 1980 : Champion du monde ISA par équipe à Biarritz

### Victoires
- 2001 
  - Quiksilver Pro, Churches et Lowers Trestles, Californie, États-Unis (WQS)
  - Billabong Panama Pro, Playa Venao, Panama (WQS)
- 1998 
  - East Coast Surf Champs/Clarion, Virginia Beach, Virginie, États-Unis (WQS)
- 1991
  - Wyland Hawaiian Pro, Haleiwa, Oahu, Hawaï (ASP World Tour)
  - Alder Surf Pro, Newquay,  Angleterre (ASP World Tour)
- 1990 
  - Marui World Surfing Pro, Chiba, Japon (ASP World Tour)
  - Buondi Pro, Ericeira, Portugal (ASP World Tour)
  - Arena Surfmasters, Biarritz, Pyrénées-Atlantiques, France (ASP World Tour)
  - Quiksilver Lacanau Pro, Lacanau, Gironde, France (ASP World Tour)
  - Rip Curl/Aust Crawl Classic, Bells Beach, Victoria, Australie (ASP World Tour)
  - Bundaberg Rum Masters, Burleigh Heads, Queensland, Australie (ASP World Tour)
  - O'Neill/Coke Classic, Santa Cruz, Californie, États-Unis (ASP World Tour)
- 1989
  - Rip Curl Pro Landes, Hossegor, Landes, France (ASP World Tour)
- 1988
  - OP Pro, Huntington Beach, Californie, États-Unis (ASP World Tour)
  - Stubbie's US Pro, Oceanside, Californie, États-Unis (ASP World Tour)
  - Marui World Surfing Pro, Chiba, Japon (ASP World Tour)
- 1987
  - Stubbie's US Pro, Oceanside, Californie, États-Unis (ASP World Tour)
  - Marui World Surfing Pro, Chiba, Japon (ASP World Tour)
- 1986
  - Stubbie's US Pro, Oceanside, Californie, États-Unis (ASP World Tour)
  - Forster's Surf Masters Pro, Newquay,  Angleterre (ASP World Tour)
  - Lacanau Pro, Lacanau, Gironde, France (ASP World Tour)
  - Gotcha Pro, Sandy Beach, Oahu, Hawaï (ASP World Tour)
  - Marui World Surfing Pro, Chiba, Japon (ASP World Tour)
  - Stubbie's Surf Classic, Burleigh Heads, Queensland, Australie (ASP World Tour)
  - BHP Steel International, Newcastle, Nouvelle-Galles du Sud, Australie (ASP World Tour)
  - Philishave Tracer, Perth, Australie Occidentale, Australie (ASP World Tour)
  - Forster's Pro, Newquay,  Angleterre (ASP World Tour)
  - Marui World Surfing Pro, Chiba, Japon (ASP World Tour)
  - Rip Curl/Aust Crawl Classic, Bells Beach, Victoria, Australie (ASP World Tour)
  - Stubbie's Surf Classic, Burleigh Heads, Queensland, Australie (ASP World Tour)
  - OP Pro, Huntington Beach, Californie, États-Unis (ASP World Tour)
- 1984
  - Marui World Surfing Pro, Chiba, Japon (ASP World Tour)
  - OP Pro, Huntington Beach, Californie, États-Unis (ASP World Tour)
- 1983
  - Hang Ten Series, Manhattan Beach, Californie, États-Unis (ASP World Tour)
  - Straight Talk Tyres Open, Cronulla, Nouvelle-Galles du Sud, Australie (ASP World Tour)
- 1982
  - Marui World Surfing Pro, Chiba, Japon (ASP World Tour)